# După căsătorie
După căsătorie este un tablou pictat în 1743 de William Hogarth, expus la National Gallery, Londra. Face parte din seria „Căsătoriei la modă”, un ciclu de șase episoade satirice, care expun momente din viața unei familii întemeiate pe interes.